# Bulutengger
Bulutengger is een bestuurslaag in het regentschap Lamongan van de provincie Oost-Java, Indonesië. Bulutengger telt 2292 inwoners (volkstelling 2010).